# Neviusia cliftonii
Neviúsia cliftónii — редкий вид листопадных кустарников рода Невиусия из семейства розоцветных. Эндемик округа Шаста в Калифорнии.

## Открытие

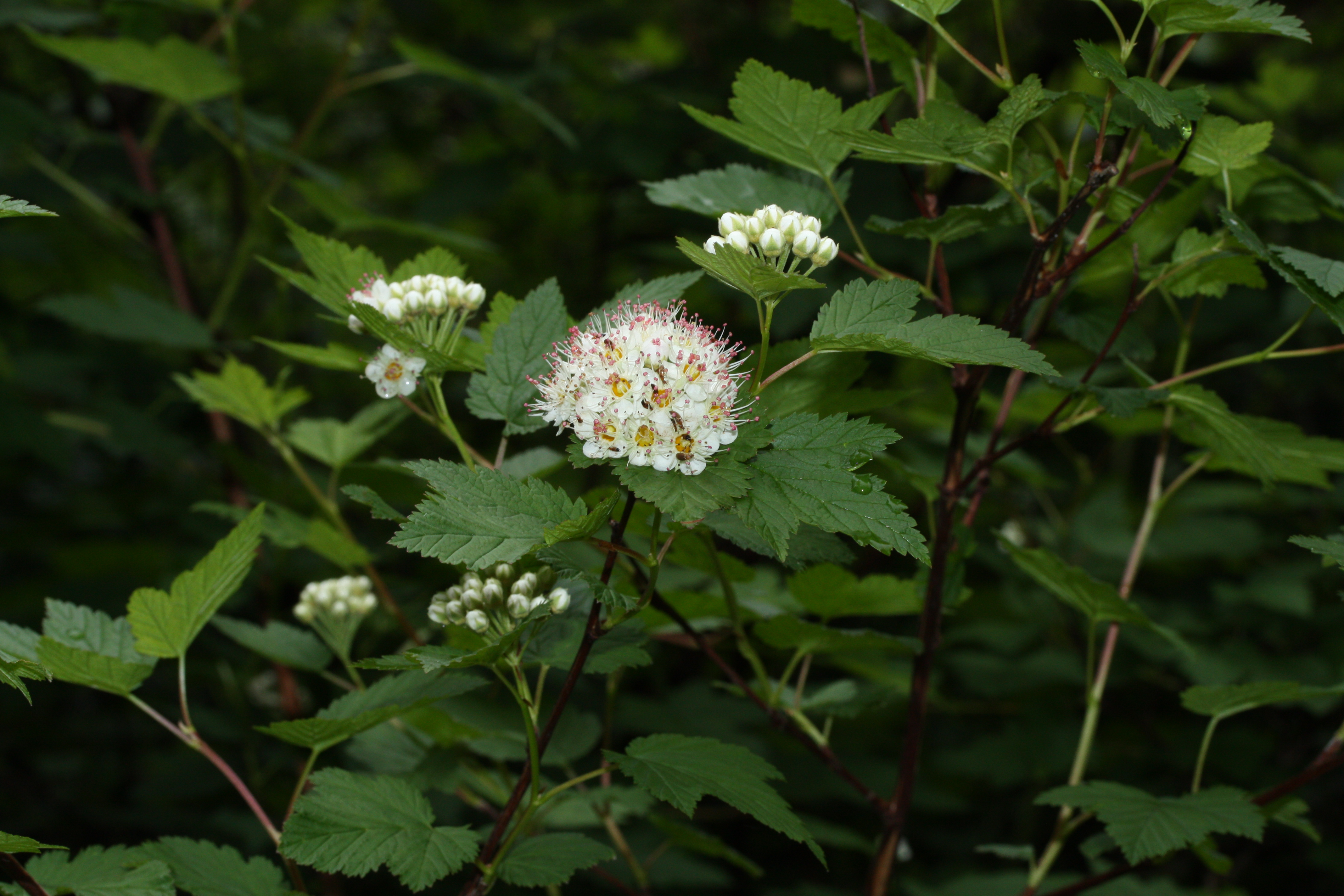
Листья тихоокеанского пузыреплодника Physocarpus capitatus очень похожи на N. cliftonii

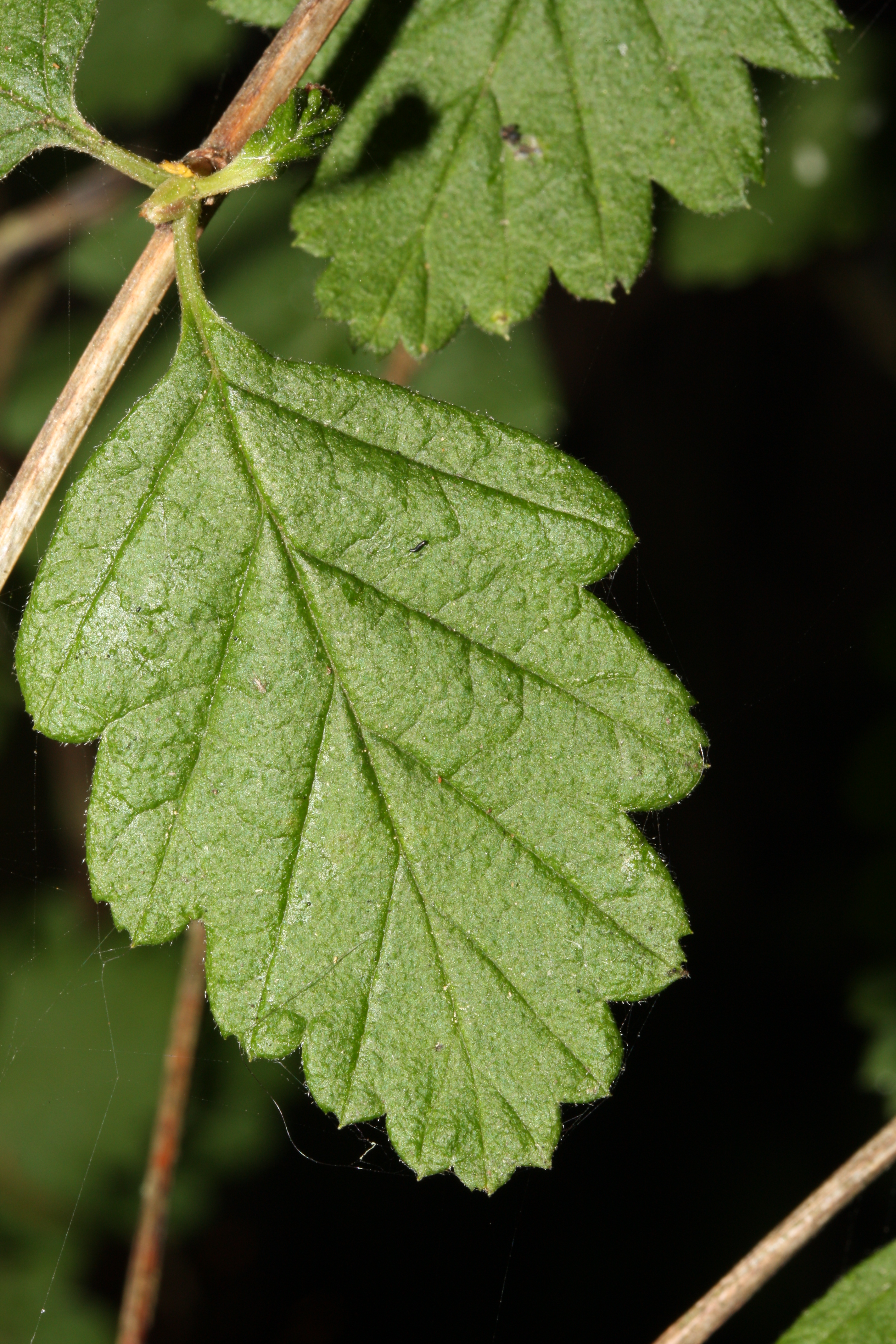
Листья тихоокеанского кустарника Holodiscus discolor также напоминают N. cliftonii

Растение было собрано в мае 1992 года естествоиспытателями Клифтоном и Тэйлором (G.L.Clifton, D.W.Taylor) в горах на территории парковой зоны у озера Шаста
 Хотя ареал кустарника расположен недалеко к северу от довольно крупного города Реддинг, вид был описан лишь в 1992 году. Без цветов Neviusia cliftonii очень похож на широкораспространённые калифорнийские кустарники Holodiscus discolor и Physocarpus capitatus. Период цветения Neviusia cliftonii — достаточно короткий (апрель-начало мая). Более того, кустарник, как правило, произрастает среди зарослей токсикодендрона укореняющегося.

## Описание
Neviusia cliftonii относится к листопадным кустарникам, достигает в высоту до 2,5 м. Листья очередные овальные или сердцевидные, разделены на зубчатые доли. Черешок короткий, длина листа до 6 см. Цветы собраны в кластеры из 3-5 цветов. Цветок шарообразной формы состоит из около 50 длинных тычинок, на цветоножке около 0,5 см длиной. Лепестки чаще всего отсутствуют или сильно редуцированы. Плоды — мягкие семянки длиной в несколько миллиметров.

## Ареал
N. cliftonii арегистрирован в 20 местах вокруг озера Шаста (одноимённый округ, Калифорния).